# 238
Cette page concerne l'année 238  du calendrier julien. Pour l'année 238 av. J.-C., voir 238 av. J.-C. Pour le nombre 238, voir 238 (nombre).
L'année 238 est une année commune qui commence un lundi.

## Événements
- Mars : révolte fiscale en Afrique, menée par un groupe de jeunes propriétaires terriens qui tuent le procurateur et s’emparent de Thysdrus[1].
- 19 mars : Gordien, proconsul d’Afrique, se proclame empereur romain à Thysdrus ; âgé d'environ 79 ans, il associe son fils Gordien II au pouvoir (22 mars). Le Sénat se rallie à lui fin mars[1].
- 12 avril : Gordien II est tué à Carthage par Capellianus, légat de Numidie fidèle à Maximin le Thrace. Son père et associé Gordien Ier se suicide[2].
- 22 avril : début du règne de Balbin associé à Maxime Pupien, empereurs romains, élus empereurs par le Sénat[3].
- Mai : à l'annonce de la proclamation de Gordien, Maximin le Thrace fait marcher ses troupes des bords du Danube vers l’Italie. Elle passe le gué du Sontius (Isonzo) par gros temps[1].
  - Après le retrait des troupes romaines, les Goths, venus de l’actuelle Ukraine, franchissent pour la première fois le Danube à Istros, qui est pillée[4] (à moins que cela ne soit Olbia, sur le Boug méridional[5]). Maximin pense les contenir par le paiement d'un tribut, avant de sécuriser la frontière en vue d'une offensive. Dans les quatre ans après la défaite de Maximin à Aquilée, les Goths commenceront leurs raids le long du Danube[6].
- 20 mai ou 24 juin : Maximin le Thrace est assassiné par ses soldats devant Aquilée. Pupien avance alors sur le Danube pour sécuriser la frontière, les Goths ayant profité du retrait des troupes romaines pour envahir la Mésie inférieure et les Carpes, la Pannonie. Il rentre à Rome pour célébrer son triomphe[1].
- 29 juillet : les prétoriens massacrent Pupien et Balbin, élus par le Sénat par réaction contre la tyrannie militaire[3]. Ils proclament empereur Gordien III, âgé de 13 ans, qui est reconnu par le Sénat (fin de règne en 244). Avec l’aide de son préfet du prétoire Timesitheus, il lutte avec succès contre les Germains et les Perses jusqu'en 241[3].

- Les querelles qui éclatent à la suite de la proclamation à l'empire du proconsul d’Afrique Gordien aboutissent à la dissolution de la 3e légion « Augusta » cantonnée à Lambèse. Jusqu’à sa reconstitution en 253, l’Afrique romaine n’est plus défendue que par des troupes auxiliaires. Les tribus berbères franchissent le limes[7].

- Le roi de Perse Ardachîr Ier s’empare de Carrhes et de Nisibe, puis assiège Hatra, prise en 240[8].

Dans l'empire romain, l'« année des six empereurs » est marquée par cinq désignations impériales et le décès de cinq empereurs
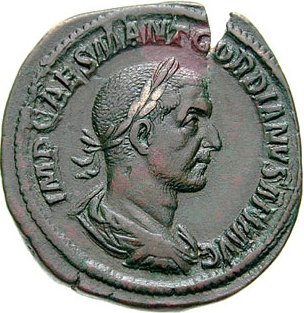
Gordien Ier.
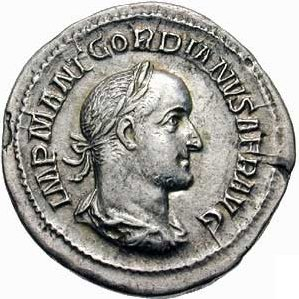
Gordien II.
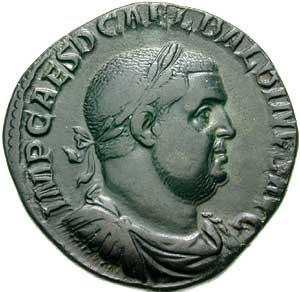
Balbin.
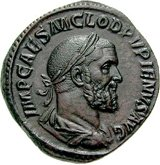
Maxime Pupien.

## Décès en 238
- 12 avril : Gordien Ier et Gordien II, empereurs romains.
- 17 juin : Maximin le Thrace, empereur romain.
- 29 juillet : Balbin et Maxime Pupien, empereurs romains.